# 1953: An Exceptional Encounter
1953:An Exceptional Encounter è un album live dei Modern Jazz Quartet con il sassofonista Ben Webster, pubblicato dalla Jazz Factory Records nel 2001. I brani del disco furono registrati dal vivo al Birdland di New York (Stati Uniti) nelle date indicate nella lista tracce.

## Tracce
1. Confirmation – 5:27 (Charlie Parker) – Registrato il 21 febbraio 1953
2. You Are Too Beautiful – 3:51 (Richard Rodgers, Lorenz Hart) – Registrato il 21 febbraio 1953
3. Oh, Lady Be Good – 5:25 (George Gershwin, Ira Gershwin) – Registrato il 21 febbraio 1953
4. The Nearness of You – 5:38 (Hoagy Carmichael, Ned Washington) – Registrato il 21 febbraio 1953
5. Poutin' – 4:57 (Ben Webster) – Registrato il 21 febbraio 1953
6. Danny Boy – 4:37 (Frederick Weatherly) – Registrato il 28 febbraio 1953
7. Billie's Bounce – 4:27 (Charlie Parker) – Registrato il 28 febbraio 1953
8. Cotton Tail – 5:39 (Duke Ellington) – Registrato il 28 febbraio 1953

- Nelle note di copertina del CD del 2001 i brani numero 6, 7 e 8 come data di registrazione viene indicata il 23 febbraio 1953 (non coincidente con quello riportato nel catalogo)
- Nel CD del 2001 il brano Nearness of You è attribuito a Carmichael-Wastin
- Nel CD del 2001 il brano Danny Boy è indicato come brano tradizionale
- Nel CD del 2001 il brano Billie's Bounce è attribuito a Bowman

## Musicisti
- Ben Webster – sassofono tenore
- John Lewis – pianoforte
- Milt Jackson – vibrafono
- Percy Heath – contrabbasso
- Kenny Clarke – batteria